# Neosycophila brasiliensis
Neosycophila brasiliensis är en stekelart som först beskrevs av Mayr 1906.  Neosycophila brasiliensis ingår i släktet Neosycophila och familjen fikonsteklar. Inga underarter finns listade i Catalogue of Life.